# Pomigliano Calcio Femminile
Il Pomigliano Calcio Femminile, meglio nota come Pomigliano o Pomigliano Femminile, è una società calcistica femminile italiana con sede nella città di Pomigliano d'Arco, legata al Calcio Pomigliano. 

## Storia
La società venne fondata nell'estate 2019 con l'acquisizione del titolo sportivo dell'A.S.D. Vapa Virtus Napoli per la partecipazione al campionato di Serie C, terza serie del campionato italiano. Il Pomigliano venne inserito nel girone D della Serie C, prendendo la testa alla quinta giornata e vincendo tutte le restanti partite. Il campionato venne sospeso alla diciottesima giornata a causa delle restrizioni legate alla pandemia di COVID-19, per poi essere definitivamente interrotto; la LND congelò le classifiche al momento della sospensione e deliberò la promozione delle squadre al primo posto. Il Pomigliano era al primo posto al momento della sospensione del campionato e venne così promosso in Serie B.
Nella Serie B 2020-2021 il Pomigliano giocò un ruolo da protagonista, occupando la testa della classifica tra la quarta e la quinta giornata di campionato e per quasi tutto il girone di ritorno. Alla 23ª giornata di campionato, dopo una vittoria di misura in casa del Pontedera, il Pomigliano conquistò la promozione in Serie A. Il campionato venne concluso al secondo posto alle spalle della Lazio, anch'essa promossa in Serie A. 
Alla prima partecipazione alla Serie A, la squadra ha concluso all'ottavo posto, conquistando la salvezza all'ultima giornata grazie alla vittoria in trasferta per 3-1 sul Napoli. Nella stagione 2022-2023 ha concluso la poule salvezza della Serie A al penultimo posto, accedendo allo spareggio promozione-retrocessione contro la Lazio, seconda classificata in Serie B; vincendo in aggregato lo spareggio, ha mantenuto la categoria.
Retrocesso in Serie B al termine della stagione 2023-2024, nell'estate annuncia la rinuncia all'iscrizione al campionato cadetto, rimanendo inattiva per la stagione successiva.

## Allenatori e presidenti
| Allenatori - 2019-2020 Vittorio Esposito - 2020-2021 Salvatore Esposito (1ª-16ª) Manuela Tesse (17ª-26ª) - 2021-2022 Manuela Tesse (1ª-3ª) Domenico Panico (4ª-15ª) Manuela Tesse (16ª-20ª) Domenico Panico (21ª-) - 2022-2023 Nicola Romaniello (1ª-5ª) Gerardo Alfano (6ª) Carlo Sanchez (7ª-4ª poule salvezza) Nicola Romaniello (5ª-6ª poule salvezza) Carlo Sanchez (7ª-10ª poule salvezza) - 2023-2024 Antonio Contreras Oliveira (1ª-6ª) Alessandro Caruso (7ª-16ª) Roberto Carannante (16ª-) | Presidenti - 2019-2024 Raffaele Pipola |

## Statistiche e record

### Partecipazione ai campionati
| Livello | Categoria | Partecipazioni | Debutto   | Ultima stagione | Totale |
| ------- | --------- | -------------- | --------- | --------------- | ------ |
| 1º      | Serie A   | 3              | 2021-2022 | 2023-2024       | 3      |
| 2º      | Serie B   | 1              | 2020-2021 | 2020-2021       | 1      |
| 3º      | Serie C   | 1              | 2019-2020 | 2019-2020       | 1      |

### Partecipazione alle coppe
| Competizione         | Partecipazioni | Debutto   | Ultima stagione | Totale |
| -------------------- | -------------- | --------- | --------------- | ------ |
| Coppa Italia         | 4              | 2020-2021 | 2023-2024       | 4      |
| Coppa Italia Serie C | 1              | 2019-2020 | 2019-2020       | 1      |